# 창대항
창대항은 경상북도 영덕군 영덕읍 창포리~대부리 지내에 있는 어항이다. 1972년 2월 7일 지방어항으로 지정하여 관리하고 있다. 시설관리자는 영덕군수이다.

## 어항 연혁
- 영덕읍 창포리에 위치한 창포항은 1972년 2월 7일에 제2종 어항으로 지정되어 현재까지 방파제 261m를 축조하였다.
- 2017년 11월 9일 경상북도지사는 창포항의 어항명칭을 창대항으로 변경 고시하였다.[1]

## 어항 구역
본 항의 어항구역은 다음과 같다.
- 수역: 남방파제 기부에서 정동쪽으로 100m 이동된 지점을 중심으로 반경 200m선을 따라 형성된 공유수면

## 어항 시설
- 동방파제 261m, 물양장 122m

## 개발 계획
- 동방파제 437m, 남방파제 140m, 물양장 240m, 선양장 40m, 호안 105m

## 주요 어종
- 가자미, 청어, 전복, 해삼, 대게, 미역